# Condado de Independence
El condado de Independence (en inglés: Independence County) es un condado del estado estadounidense de Arkansas. En el censo de 2000 el condado tenía una población de 34 233 habitantes. La sede de condado es Batesville. Fue el noveno de los 75 condados actuales de Arkansas, siendo fundado el 20 de octubre de 1820. Fue nombrado en honor a la Declaración de Independencia de los Estados Unidos. El área micropolitana de Batesville incluye todo el condado de Batesville.

## Geografía
Según la Oficina del Censo, el condado tiene un área total de 1998 km² (772 sq mi), de la cual 1978 km² (764 sq mi) es tierra y 20 km² (8 sq mi) (1,01%) es agua.

### Condados adyacentes
- Condado de Sharp (norte)
- Condado de Lawrence (noreste)
- Condado de Jackson (este)
- Condado de White (sur)
- Condado de Cleburne (suroeste)
- Condado de Stone (oeste)
- Condado de Izard (noroeste)

## Autopistas importantes
- U.S. Route 167
- Ruta Estatal de Arkansas 14
- Ruta Estatal de Arkansas 25
- Ruta Estatal de Arkansas 37
- Ruta Estatal de Arkansas 69
- Ruta Estatal de Arkansas 87

## Demografía
En el  censo de 2000, hubo 34 233 personas, 13 467 hogares, y 9669 familias residiendo en el condado. La densidad poblacional era de 17 personas por milla cuadrada (45/km²). En el 2000 había 14 841 unidades unifamiliares en una densidad de 19 por milla cuadrada (8/km²). La demografía del condado era de 94,91% blancos, 2,04% afroamericanos, 0,45% amerindios, 0,65% asiáticos, 0,03% isleños del Pacífico, 0,64% de otras razas y 1,28% de dos o más razas. 1,53% de la población era de origen hispano o latino de cualquier raza. 
La renta promedio para una familia del condado era de $31 920 y el ingreso promedio para una familia era de $38 444. En 2000 los hombres tenían un ingreso per cápita de $27 284 versus $20 086 para las mujeres. La renta per cápita para el condado era de $16 163 y el 13,00% de la población estaba bajo el umbral de pobreza nacional.

## Ciudades y pueblos
| - Batesville - Cave City - Cushman | - Magness - Moorefield - Newark | - Oil Trough - Pleasant Plains - Sulphur Rock |